# Jioji Konrote
Thiếu tướng Jioji Konousi Konrote, OF, MC, còn gọi là George Konrote (sinh ngày 26 tháng 12 năm 1947), là chính trị gia Fiji, được bầu làm Tổng thống Fiji từ tháng 10 năm 2015.